# 吳炳璋
吴炳璋（1926年5月—2019年11月13日），回族，北京人。中国京胡男演奏家，教育家。国家一级演奏员。中国戏曲学院教授。

## 生平
1926年生于北京。父亲吴松岩是京剧净角演员，金少山的徒弟。弟弟吴钰璋传承父亲衣钵。
吴炳璋自幼喜好演唱花脸，爱好胡琴，常为其父操琴。入中国大学经济系读书，尚未毕业便于1943年拜耿永清为师习京胡及昆曲。18岁开始登台伴奏，曾为杨荣环、丁至云、贯盛习、王玉敏及其父操琴。1953年2月，经王瑶卿和贯大元介绍，正式进入中国戏曲学校担任京胡教员，1962年开始担任音乐科教研室主任，培养了众多学生。
1988年被文化部评为“国家一级演奏员”；1992年被国家人事局授予“对国家及事业作出突出贡献的专家”，享受政府特殊津贴。2010年荣获“中国非文化物质遗产传承人”称号。2011年12月荣获中国戏曲表演学会第六届京剧艺术家终身成就奖。
2019年11月13日上午逝世。

## 出版物
著有《京胡教学法》、《京胡基础演奏法》等。